# Óscar Lopes
Óscar Lopes (* 2. Oktober 1917 in Matosinhos; † 22. März 2013 ebenda) war ein portugiesischer Romanist und Lusitanist.

## Leben und Werk
Óscar Luso de Freitas Lopes studierte in Lissabon und Coimbra. Von 1941 bis 1974 war er Gymnasiallehrer, ab 1975 Inhaber eines Lehrstuhls für Portugiesisch an der Universität Porto (auch Dekan).
Lopes war ab 1945 Mitglied der Kommunistischen Partei Portugals, von 1976 bis 1996 Mitglied des Zentralkomitees. Als Oppositioneller des Estado Novo-Regimes war er 1955 zeitweise festgenommen.
Lopes war Präsident des Portugiesischen Schriftstellerverbandes (Associação Portuguesa de Escritores).
Lopes war Ehrendoktor der Universität Lissabon (1990). In Matosinhos trägt eine Schule seinen Namen.

## Werke
- mit António José Saraiva: Historia da literatura portuguesa. Porto 1951. (17. Auflage 1996; CD 2001)
- (Hrsg. mit Ilse Losa) Portugiesische Erzähler. Berlin-Ost 1962.
- Gramática simbólica do português. Um esboço. Lissabon 1971.
- Uma espécie de música. A poesia de Eugénio de Andrade. Lissabon 1981. (Porto 2001)
- Antero de Quental. Vida e legado de uma utopia. Lissabon 1983
- Álbum de família. Ensaios sobre autores portugueses do século XIX. Lissabon 1984.
- Os Sinais e os sentidos. Literatura portuguesa do século xx. Lissabon 1986.
- Entre Fialho e Nemésio. Estudos de literatura portuguesa contemporânea. Lissabon 1987.
- Cifras do tempo. Lissabon 1990.
- A busca de sentido. Questões de literatura portuguesa. Lissabon 1995.
- 5 motivos de meditação: Luís de Camões, Eça de Queirós, Raul Brandão, Aquilino Ribeiro, Fernando Pessoa. Porto 1999.
- Entre a palavra e o discurso. Estudos de linguística, 1977–1993. hrsg. von Fátima Oliveira und Ana Maria Brito, Porto 2005.
- Ensaios camilianos. hrsg. von Luís Adriano Carlos, Porto 2007.